# 埃及驻上海总领事馆
阿拉伯埃及共和国驻上海总领事馆（阿拉伯语：‎），是埃及驻中华人民共和国上海市的一座总领事馆。坐落于上海市淮海中路1375号启华大厦内，主要负责上海、江苏、浙江和安徽三省一市的签证和外侨事务。